# Mittigrynnorna
Mittigrynnorna är öar i Finland. De ligger i Bottenhavet eller Norra kvarken och i kommunen Korsnäs i den ekonomiska regionen  Vasa i landskapet Österbotten, i den västra delen av landet. Öarna ligger omkring 50 kilometer sydväst om Vasa och omkring 350 kilometer nordväst om Helsingfors.
Arean för den av öarna koordinaterna pekar på är 11 hektar och dess största längd är 0,7 kilometer i sydväst-nordöstlig riktning.